# Pristiophorus cirratus
El tiburón sierra trompudo (Pristiophorus cirratus) es una  especie de elasmobranquio del orden Pristiophoriformes. Vive en el este del océano Índico, alrededor de Australia, en la plataforma continental a profundidades de entre 40 y 310 cm.

## Anatomía

### Dimensiones
Su longitud puede llegar a más de 3,5 metros. 
Tiene un apéndice rostral largo estrecho  que va aguzándose progresivamente (la longitud del rostrum es de 27% - 29% de la longitud total), y la longitud desde la punta del apéndice rostral hasta las lengüetas es, aproximadamente, igual o superior que desde la lengüeta hasta la boca; la distancia desde las lengüetas rostrales hasta las ventanas de la nariz es igual o menor que la distancia desde las coanas hasta la primera a cuarta branquias.

### Dentadura
Hay  9-10 dientes grandes rostrales a cada lado del  al frente de las lengüetas, y  9 detrás de ellas; a distancia desde las lengüetas hasta las coanas  es de 1,3 - 1,4 veces el espacio internarial.  Hay fuas de dientes de 39-49 en la mandíbula superior. La aleta dorsal y las pectorales están cubiertas por dentículos en los especímenes más grandes.
Los dentículos del tronco lateral son unicuspideos grandes.  

### Aletas
La primera aleta dorsal se origina por detrás de las raíces de las pectorales por una longitud de un ojo o más. 

### Coloración
Hay un patrón corporal de manchas oscuras  (la mayoría bandas oscuras  entre las aletas pectorales, sobre las rendijas branquiales, entre los espiráculos y debajo de las aletas dorsales) y manchas (ocasionalmente leves).  

### Zona oral
Las coanas, generalmente circular, están situados a 2/3 de camino entre las lengüetas hasta el ángulo de la boca, el ancho de las coanas es 4,5 del hocico preoral en los adultos  y hay 2,3 veces de longitud entre las lengüetas y la punta de hocico.  El diente rostral tiene márgenes oscuros, y la base es uniformemente blanca. La primera aleta dorsal se origina detrás de las pectorales libres por la longitud de un ojo o más. La aleta caudal es generalmente estrecha, con la parte superior esbelta y lóbulos inferiores, y la aleta pectoral está bien desarrollada pero no se parece a la de las rayas.

## Comportamiento
Forma bancos, y se alimenta de peces pequeños, incluyendo peces corneta, y crustáceos.

## Reproducción y ciclo vital
Su reproducción es ovovivípara, con 3-22 alevines en cada camada.  El tamaño al nacer es de 31-34 cm. Puede vivir más de 15 años.

## Relación con el hombre
Las personas consumen su carne, tanto fresca como congelada, siendo de excelente calidad.